# 四郷村 (三重県度会郡)
四郷村（しごうむら）は三重県度会郡にあった村。現在の伊勢市の北東部、宮川の下流右岸、五十鈴川の下流域および朝熊ヶ岳の周辺にあたる。

## 地理
- 海洋：伊勢湾
- 山岳：貝吹山、朝熊ヶ岳
- 河川：五十鈴川、五十鈴川派川、朝熊川

## 歴史
- 1889年（明治22年）4月1日 - 町村制の施行により、北中村・楠部村・一宇田村・朝熊村・鹿海村の区域をもって発足。
- 1955年（昭和30年）1月1日 - 宇治山田市に編入。同日四郷村廃止。宇治山田市は即日改称して伊勢市となる。

## 地域

### 教育
- 四郷村立四郷中学校
- 四郷村立四郷小学校

## 交通

### 鉄道路線
- 三重交通
  - 神都線・内宮線
    - 松尾停留場 - 楠部停留場

  - 朝熊線・鉄道線（1944年休止、1962年廃止）
    - 楠部駅 - 五十鈴川駅 - 一宇田駅 - 朝熊村駅 - 平岩駅

  - 朝熊線・索道線（1944年休止、1962年廃止）
    - 平岩駅 - 朝熊岳駅

上記のほか、参宮線が村域を通過したが、駅は所在しなかった。また、現在は旧村域に近鉄鳥羽線の五十鈴川駅・朝熊駅が所在するが、当時は未開業。

### 道路
- 御幸道路（国道23号）
- 朝熊道

現在は旧村域に伊勢自動車道の伊勢インターチェンジ、伊勢二見鳥羽有料道路の楠部インターチェンジ・朝熊インターチェンジ・サンアリーナインターチェンジ・二見ジャンクション・鳥羽インターチェンジが所在するが、当時は未開通。

## 名所・旧跡・観光スポット・祭事・催事
- 月讀宮・月讀荒御魂宮・伊佐奈岐宮・伊佐奈弥宮・葭原神社
- 倭姫宮
- 朝熊神社
- 鏡宮神社
- 加努弥神社
- 大土御祖神社・宇治乃奴鬼神社
- 国津御祖神社・葦立弖神社
- 宇治山田神社・那自賣神社
- 金剛證寺